# Apiomorpha amarooensis
Apiomorpha amarooensis är en insektsart som beskrevs av Brimblecombe 1959. Apiomorpha amarooensis ingår i släktet Apiomorpha och familjen filtsköldlöss. Inga underarter finns listade i Catalogue of Life.